# Paracalliope dichotomus
Paracalliope dichotomus is een vlokreeftensoort uit de familie van de Paracalliopiidae. De wetenschappelijke naam van de soort is voor het eerst geldig gepubliceerd in 1991 door Morino.